# Ангер, Гэрри
Гэрри Дуглас Ангер (англ. Garry Douglas "Iron man" Unger, 7 декабря 1947, Калгари, Альберта, Канада) — канадский хоккеист, центральный нападающий.

## Биография
Родился 7 декабря 1947 года в Калгари. В хоккей играл с юности, вступив в юниорский ХК Лондон Нэйшнлз. С 1967 года по 1988 гг. играл в ХК «Торонто Мейпл Лифс», «Детройт Ред Уингз» и «Сент-Луис Блюз». Всего за свою долгую профессиональную игровую карьеру провёл 1105 игр забросил 413 шайб + 391 передач, -131(+/-). В Кубке Стэнли провел 52 игры забросил 12 шайб +18 передач, -22 (+/-). Участник ЧМ 1978 и 1979 (18 игр, 2+1). Бронзовый призер ЧМ 1978. Отличался быстротой и высокой техникой, в связи с этим он был высокорезультативным хоккеистом. В 1988 году завершил спортивную карьеру.
Занимает четвёртое место в истории НХЛ по количеству сыгранных подряд матчей (914).

## Награды и премии
- 1992-93 — Commissioner’s Trophy winners